# Arquebisbat de Salern-Campagna-Acerno

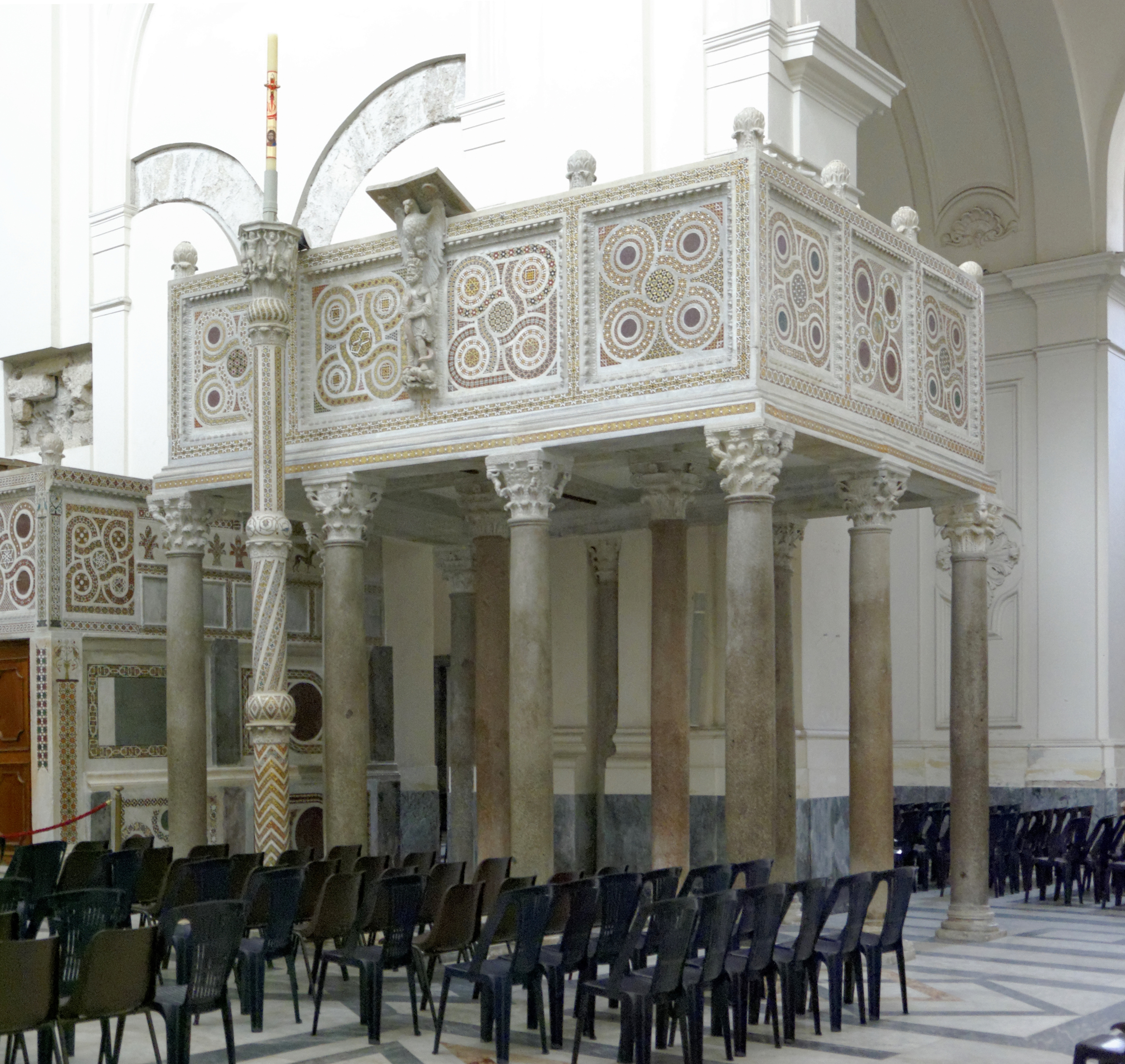
Ambó de la Catedral de Salern atribuït a l'arquebisbe Niccolò d'Aiello

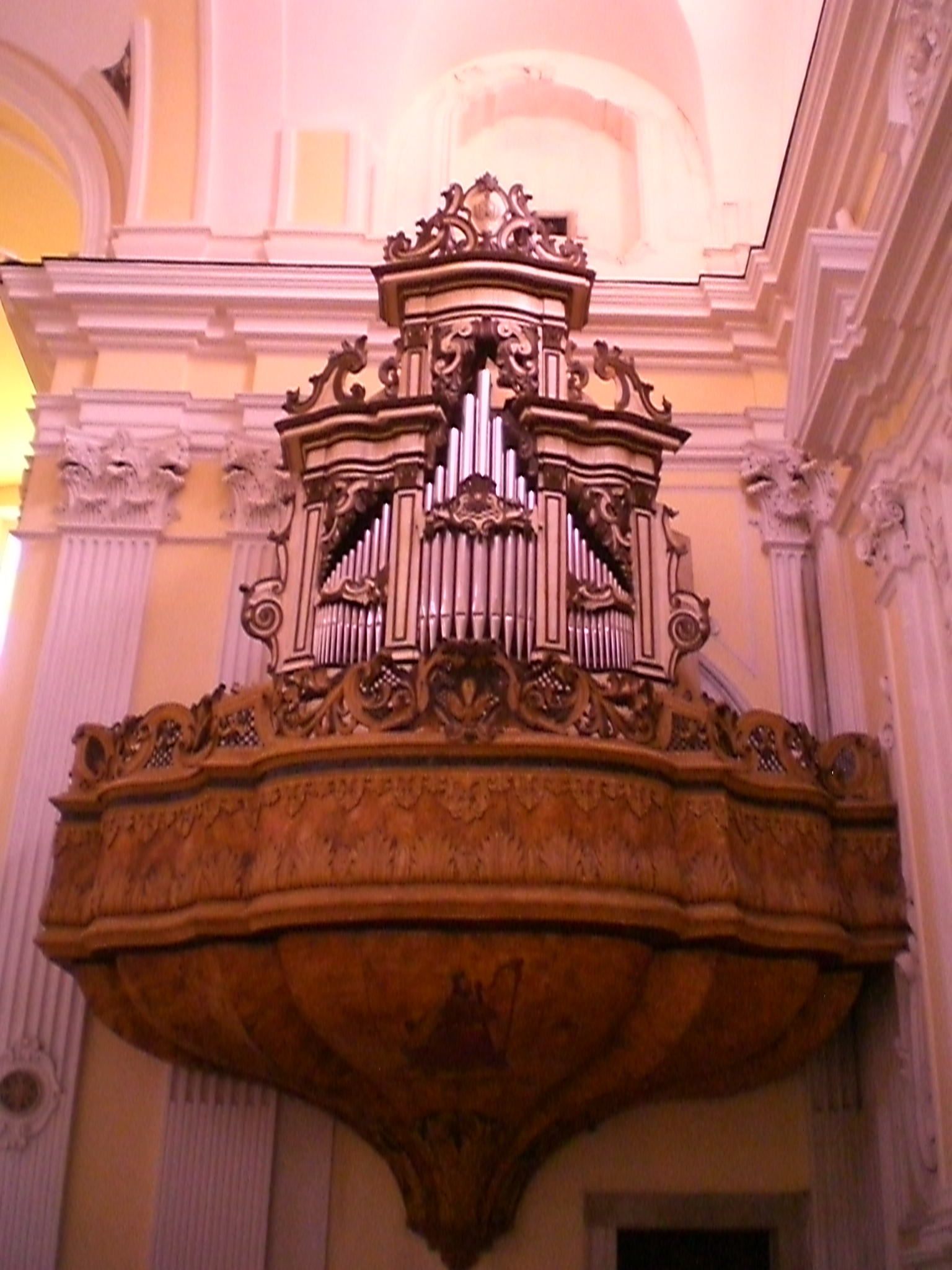
Orgue a tubs realitzat al 1759 de la Basílica cocatedral de Santa Maria della Pace de Campagna

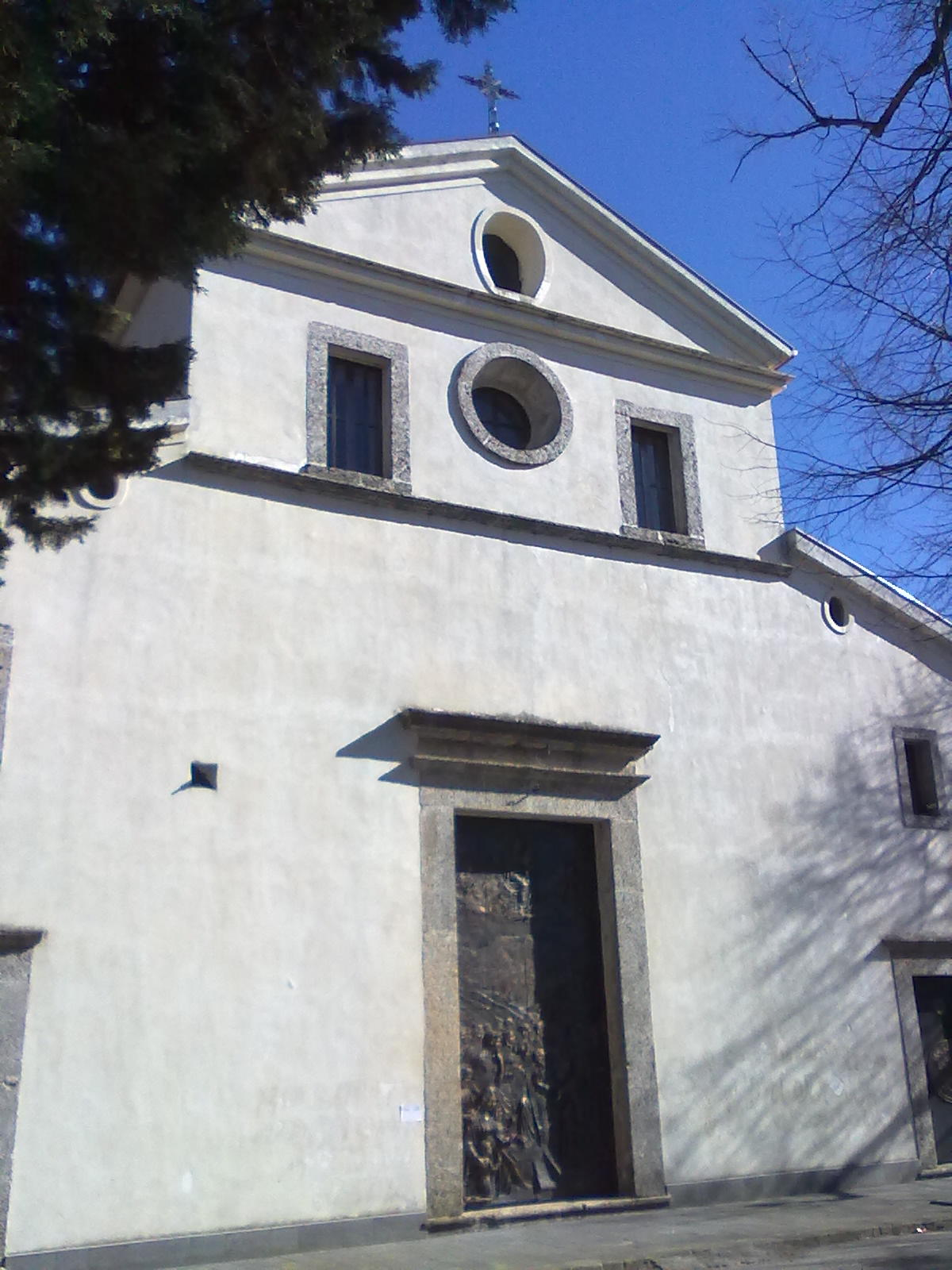
Façana de la cocatedral de San Donato d'Acerno

L'arquebisbat de Salern-Campagna-Acerno (italià: arcidiocesi di Salerno-Campagna-Acerno; llatí: Archidioecesis Salernitana-Campaniensis-Acernensis) és una seu metropolitana de l'Església catòlica que pertany a la regió eclesiàstica Campània. El 2010 tenia 540.000 batejats d'un total de 552.000 habitants. Actualment està regida per l'arquebisbe Luigi Moretti.
L'arquebisbe de Salern gaudeix des del 1098 del títol de Primat del Regne de Nàpols, títol actualment purament honorífic.

## Territori
L'arquebisbat de Salern comprèn els municipis de les províncies de Salern i Avellino.
La seu arquebisbat és la ciutat de Salern, on es troba la catedral de Santa Maria degli Angeli e San Matteo Apostolo. A Campagna hi ha la cocatedral de Santa Maria della Pace, mentre que a Acern hi ha la de San Donat.
El territori està dividit en 163 parròquies.
Com a seus sufragànies té l'arquebisbat d'Amalfi-Cava de' Tirreni, els bisbats de Nocera Inferiore-Sarno, Teggiano-Policastro, Vallo della Lucania i l'Abadia territorial de la Santíssima Trinitat de Cava de' Tirreni.

## Història
La propagació del cristianisme a Salern es data ja a principis de l'era cristiana. La tradició senyala els noms de diversos sants bisbes de Salern. Malgrat això, el primer bisbe històricament documentat és Gaudenci, present al sínode romà del 499.
En una data imprecisa entre juny i juliol del 983 va ser elevada al rang d'arxidiòcesi metropolitana; el primer arquebisbe va ser Amat I. En dues butlles papals del 994 i del 1012 es citen les diòcesis sufragànies de Salern: Paestum, Acerenza, Nola, Bisignano, Malvito, Cosenza i Conza. El 1058 també apareixen com a sufragànies les diòcesis de Martirano i Cassano.
Entre els principals arquebisbes, s'ha de ressenyar a Alfano I, nomenat el 1058, amb l'ajut del rei normand Robert Guiscard, que va construir l'actual catedral. A Alfano se li deu, sota mandat del papa, l'erecció de les diòcesis de Sarno, de Nusco i d'Acern, que va esdevenir noves sufragànies. Durant el seu episcopat, va ser rebut a l'exili a Salern el Papa Gregori VII, que va consagrar la nova catedral.
El 20 de juliol de 1098, de conformitat amb la butlla Singulare semper del Papa Urbà II es concedí a l'arquebisbe de Salern el títol de Primat, anteriorment reservat per al més alt prelat de l'Església del país. Originalment drets primacial de Salern s'estenien a les Arxidiòcesis de Conza i Acerenza: : «Tibi tuisque successoribus super Consanam et Acheruntinam ecclesias et earum suffraganeos primatum gerere ex Apostolicae Sedis liberalitate concedimus». Aquest títol es manté encara en l'actualitat, encara que la seva funció és purament honorífica.
El concordat del 29 de juny 1529 va assegurar al rei de Nàpols, el dret de presentació dels arquebisbes de Salern.
L'arquebisbe Gaspar de Cervantes Gaete (1564 - 1568) va ser responsable de la creació del seminari de la diòcesi, confiat el 1635 als jesuïtes, així com de l'aplicació de les principals directives del Concili de Trento, una obra en la qual es va comprometre als seus successors.
Al principi del segle xix Salern tenia vuit diòcesis sufragànies: Acerno, Camp, Capaccio, Marsico, Nocera, Nusco, Policastro i Sarno.
El 27 de juny de 1818 en virtut de la butlla De utiliori del Papa Pius VII, la diòcesi d'Acern va ser cedida a l'administració perpètua per part dels arquebisbes pro tempore de Salern, que a partir d'aquell moment van prendre el títol d'arquebisbe de Salern i administrador perpetu d'Acern.
En 1849 l'arquebisbe Marino Paglia dona la benvinguda a la ciutat el Papa Pius IX, qui va visitar la catedral, el seminari i el monestir de Sant Giorgio, dinant després al palau episcopal.
El 4 de març de 1877 la Santa Seu elegí com a arquebisbe a Valerio Laspro, qui era bisbe de Lecce. El govern italià va negar l'exequatur, reclamant el dret de presentació que s'havia concedit a la corona de Nàpols. Davant aquest reclamació, la Santa Seu va objectà que els concordats amb els estats pre-unificació ser derogats amb la unitat nacional. El plet va acabar amb la sentència de 13 de març de 1879, a favor de la Santa Seu. Després de dos anys, l'arquebisbe va poder accedir el palau de l'arquebisbe, que havia estat denegada per l'autoritat civil.
El 30 de setembre de 1986 en virtut del decret Instantibus votis de la Congregació per als Bisbes, les tres seus de Salern, Campagna i Acerno van unificar-se amb la fórmula de la unió plena i la nova circumscripció eclesiàstica va prendre el nom d'Arxidiòcesi de Salern Campagna-Acerno.

## Cronologia episcopal
- San Bonosio † (39-73)
- San Grammazio † (? - 25 de gener de 490 mort)[2]
- San Vero †
- San Valentiniano †
- Gaudenzio † (citat el 499)
- Sant'Asterio (o Eusterio ?) † (inicis de 536 - finals de 555)
- Gaudioso † (citat el 640)
- Luminoso † (citat el 649)
- Zaccaria †
- Colombo †
- Lupo †
- Renovato †
- Benedetto I †
- Talarico †
- Andemario †[3]
- Rodoperto † (774 - finals de 787)
- Rodoaldo †
- Pietro I †
- Ractolo] †
- Mainaldo †
- Teupo †
- Aione † (841)
- Landemario] † (meitat del segle ix)
- Bernaldo † (meitat del segle ix)
- Pietro II † (meitat del segle ix)
- Rachenaldo † (862 o 863 - finals de 866)
- Pietro III † (inicis del'880 - finals de 886)
- Pietro IV † (citat el 917)
- Giovanni I † (citat el 918)
- Pietro V † (inicis de 936 - finals de 949)
- Bernardo † (citat el 6 de maig de 954)
- Pietro VI † (inicis de 958 - finals de 974)
- Giovanni II † (inicis de 977 - finals de 18 d'abril de 982)
- Amato I † (inicis de 18 d'agost de 982 – finals de juny de 992)
- Dauferio † (citat el 993)
- Grimoaldo † (inicis de 25 de març de 994 - 26 de maig de 1011 mort)
- Michele † (de maig de 1012 - 29 de maig de 1015 mort)
- Benedetto II † (25 d'abril de 1016 - 7 de juny de 1019 mort)
- Amato II † (27 de desembre de 1019 - 12 de juny de 1031 mort)
- Amato III † (de març de 1032 - vers 1046 mort)
- Giovanni III † (18 de febrer de 1047 - vers 1057 mort)
- Alfano I † (8 de març de 1058 - 9 d'octubre de 1085 mort)
- Alfano II † (1085 o 1086[4] - 29 d'agost de 1121 mort)
- Romualdo I Guarna † (15 de setembre de 1121 - 21 de gener de 1137 mort)
- Guglielmo da Ravenna † (1137 - 7 de juliol de 1152 mort)
- Romualdo II Guarna † (1153 - 1 d'abril de 1181 mort)
- Niccolò d'Aiello † (1181 - 10 de febrer de 1221 mort)
  - Sede vacante (1221-1225)
- Cesario d'Alagno † (25 de setembre de 1225 - 31 d'agost de 1263 mort)
- Matteo della Porta † (17 de novembre de 1263 - 25 de desembre de 1272 o 1273 mort)
  - Sede vacante (1273-1286)
- Filippo Capuano † (7 de març de 1286 - 1298 mort)
- Guglielmo de Godonio † (3 d'octubre de 1298 - 4 de setembre de 1305 mort)
- Guido de Collemedio † (22 de gener de 1306 - circa de maig de 1306 mort)
- Berardo di Ponte † (4 de juny de 1306 - 7 d'agost de 1307 mort)
- Isarno Morlane † (12 de juny de 1310 - 1310 mort)
- Roberto Arcofate de Malovicino † (14 de novembre de 1310 - 6 d'agost de 1313 nomenat arquebisbe d'Aix)
- Onofrio † (6 d'agost de 1313 - 1320 mort)
- Bertrand de La Tour † (3 de setembre de 1320 - 19 de desembre de 1320 retirat)
- Arnaud Royard † (30 d'abril de 1321 - 27 de juny de 1330 nomenat bisbe de Sarlat)
- Orso Minutolo † (27 de juny de 1330 - 3 de desembre de 1333 mort)
- Benedetto de Palmiero † (18 de febrer de 1334 - 1347 mort)
- Ruggero Sanseverino † (23 de maig de 1347 - inicis de 2 d'octubre de 1348 mort)
- Bertrando di Castronovo † (7 de gener de 1349 - 8 de gener de 1364 nomenat arquebisbe d'Embrun)
- Guglielmo Sanseverino † (15 de gener de 1364 - 24 de novembre de 1378 mort)
- Guglielmo de Altavilla † (de desembre de 1378 - 23 de juliol de 1389 mort)
  - Giovanni Acquaviva † (24 de novembre de 1378 - 1382 mort) (antibisbe)
  - Roberto † (2 de juliol de 1382 - ?) (antibisbe)[5]
  - Sede vacante (1389-1394)
- Ligorio Maiorino, O.S.B. † (7 d'agost de 1394 - 15 de febrer de 1400 elegit arquebisbe de Rodi)
- Bartolomeo d'Aprano † (7 de març de 1400 - 9 de setembre de 1414 mort)
- Nicola Piscicelli I, O.Cist. † (21 de febrer de 1415 - 1440 o 1441 mort)
- Barnaba Orsini † (8 de març de 1440 o 1441 - 1449 mort)
- Nicola Piscicelli II † (21 d'abril de 1449 - 1471 mort)
- Pedro Guillermo de Rocha † (30 d'agost de 1471 - 18 d'octubre de 1482 mort)
  - Joan d'Aragó † (15 de gener de 1483 - 17 d'octubre de 1485 mort) (administrador apostòlic)
- Ottaviano Bentivoglio † (10 de maig de 1486 - 1500 mort)
- Juan de Vera † (10 de juliol de 1500 - 4 de maig de 1507 mort)
- Federigo Fregoso † (5 de maig de 1507 - 1533 retirat)[6]
  - Niccolò Ridolfi † (7 de febrer de 1533 - 24 de novembre de 1548 retirat) (administrador apostòlic)
- Luis de Torres † (19 de desembre de 1548 - 13 d'agost de 1553 mort)
- Girolamo Seripando, O.E.S.A. † (30 de març de 1554 - 16 d'abril de 1563 mort)
- Gaspar Cervantes de Gaeta † (1 de març de 1564 - 23 de juliol de 1568 nomenat arquebisbe de Tarragona)
- Marcantonio Colonna † (13 d'octubre de 1568 - 1574 retirat)
- Marco Antonio Marsilio Colonna † (25 de juny de 1574 - 24 d'abril de 1589 mort)
- Mario Bolognini † (7 de gener de 1591 - 24 de febrer de 1605 mort)
- Juan Beltrán Guevara y Figueroa † (4 de desembre de 1606 - 28 de novembre de 1611 nomenat arquebisbe, a títol personal, de Badajoz)
- Lucio Sanseverino † (19 de novembre de 1612 - 25 de desembre de 1623 mort)
- Gabriel Trejo y Paniagua † (9 de juny de 1625 - 28 d'abril de 1627 nomenat arquebisbe, a títol personal, de Màlaga)
- Giulio Savelli † (28 de gener de 1630 - 15 de setembre de 1642 retirat)
- Fabrizio Savelli † (15 de setembre de 1642 - 1 d'abril de 1658 retirat)
- Giovanni de Torres † (1 d'abril de 1658 - de setembre de 1662 mort)
- Gregorio Carafa, C.R. † (23 de juny de 1664 - 23 de febrer de 1675 mort)
- Alfonso Álvarez Barba Ossorio, O.C.D. † (22 de juny de 1676 - 28 d'octubre de 1688 mort)
- Gerolamo Passarelli † (14 de novembre de 1689 - 14 de novembre de 1690 mort)
- Marco de Ostos, O. de M. † (25 de juny de 1692 - 19 de novembre de 1695 mort)
- Bonaventura Poerio, O.F.M.Obs. † (11 de novembre de 1697 - 18 de novembre de 1722 mort)
- Pau Vilana-Perles † (12 de maig de 1723 - 7 de maig de 1729 mort)
- Fabrizio de Capua † (11 de desembre de 1730 - 1 de març de 1738 mort)
- Casimiro Rossi † (5 de maig de 1738 - 27 de desembre de 1758 mort)
- Isidoro Sánchez de Luna, O.S.B. † (28 de maig de 1759 - 13 de març de 1783 retirat)
- Giulio Pignatelli, O.S.B. † (25 de juny de 1784 - 26 d'agost de 1796 mort)
- Salvatore Spinelli, O.S.B. † (18 de desembre de 1797 - 8 de gener de 1805 mort)
- Fortunato Pinto † (26 de juny de 1805 - 27 de juny de 1818 nomenat arquebisbe de Salern i administrador perpetu d'Acern)

### Arquebisbe de Salern i administrador perpetu d'Acern
- Fortunato Pinto † (27 de juny de 1818 - 20 de novembre de 1825 mort)
- Camillo Alleva † (19 de desembre de 1825 - 30 d'octubre de 1829 mort)
- Michele Arcangelo Lupoli † (30 de setembre de 1831 - 28 de juliol de 1834 mort)
- Marino Paglia † (6 d'abril de 1835 - 5 de setembre de 1857 mort)
- Antonio Salomone † (21 de desembre de 1857 - 9 de març de 1872 mort)
- Domenico Guadalupi † (6 de maig de 1872 - 8 de març de 1877 retirat)
- Valerio Laspro † (20 de març de 1877 - 22 de setembre de 1914 mort)
- Carlo Gregorio Maria Grasso, O.S.B. † (6 de gener de 1915 - 30 de març de 1929 mort)
- Nicola Monterisi † (5 d'octubre de 1929 - 30 de març de 1944 mort)
- Demetrio Moscato † (22 de gener de 1945 - 22 d'octubre de 1968 mort)
- Gaetano Pollio, P.I.M.E. † (5 de febrer de 1969 - 20 d'octubre de 1984 retirat)
- Guerino Grimaldi † (20 d'octubre de 1984 - 30 de setembre de 1986 nomenat arquebisbe de Salerno-Campagna-Acerno)

### Arquebisbes de Salern-Campagna-Acerno
- Guerino Grimaldi † (30 de setembre de 1986 - 12 d'abril de 1992 mort)
- Gerardo Pierro (25 de maig de 1992 - 10 de juny de 2010 retirat)
- Luigi Moretti, dal 10 de juny de 2010

## Estadístiques
A finals del 2010, l'arxidiòcesi tenia 540.000 batejats sobre una població de 552.000 persones, equivalent al 97,8% del total.
| any  | població | població | població | sacerdots | sacerdots       | sacerdots       | sacerdots             | diaques | religiosos | religiosos | parroquies |
| ---- | -------- | -------- | -------- | --------- | --------------- | --------------- | --------------------- | ------- | ---------- | ---------- | ---------- |
| any  | batejats | total    | %        | total     | clergat secular | clergat regular | batejats por sacerdot | diaques | homes      | dones      |            |
| 1950 | 276.900  | 276.950  | 100,0    | 332       | 229             | 103             | 834                   |         | 133        | 544        | 164        |
| 1970 | 367.642  | 367.842  | 99,9     | 383       | 196             | 187             | 959                   |         | 239        | 730        | 177        |
| 1980 | 399.701  | 402.701  | 99,3     | 346       | 176             | 170             | 1.155                 | 1       | 203        | 538        | 184        |
| 1990 | 483.000  | 498.000  | 97,0     | 338       | 204             | 134             | 1.428                 | 41      | 160        | 492        | 187        |
| 1999 | 517.000  | 532.000  | 97,2     | 330       | 208             | 122             | 1.566                 | 61      | 125        | 370        | 164        |
| 2000 | 535.000  | 550.000  | 97,3     | 335       | 213             | 122             | 1.597                 | 61      | 125        | 378        | 163        |
| 2004 | 534.000  | 550.000  | 97,1     | 333       | 211             | 122             | 1.603                 | 60      | 131        | 309        | 163        |
| 2010 | 540.000  | 552.000  | 97,8     | 344       | 224             | 120             | 1.569                 | 45      | 139        | 165        | 163        |